# Boualem (El Bayadh)
Boualem (în arabă بوعلام) este o comună din provincia El Bayadh, Algeria.
Populația comunei este de 7.578 de locuitori (2008).